# Sólidos dissolvidos totais
Sólidos dissolvidos totais é o conjunto de todas as substâncias orgânicas e inorgânicas contidas num líquido sob formas moleculares, ionizadas ou micro-granulares. É um parâmetro de determinação da qualidade da água, pois avalia o peso total dos constituintes minerais presentes na água, por unidade de volume.
As substancias dissolvidas envolvem o carbonato, bicarbonato, cloreto, sulfato, fosfato, nitrato, cálcio, magnésio, sódio e íons orgânicos, entre outros íons necessários para a vida aquática. Contudo, quando presentes em elevadas concentrações, podem ser prejudiciais.